# Église Notre-Dame-du-Bourg de Rabastens
L'église Notre-Dame-du-Bourg est une église paroissiale de Rabastens dans le Tarn, ancienne collégiale. Classée monument historique, elle est également inscrite au patrimoine mondial de l'UNESCO au titre des chemins de Saint-Jacques-de-Compostelle en France depuis 1998.

## Histoire
Durant le XIIe siècle, un prieuré roman est construit à Rabastens par les moines bénédictins de l'abbaye de Moissac. Ils choisissent cet emplacement au carrefour de la route Toulouse-Lyon et d'une région fertile dans la vallée alluviale du Tarn. 
Fortement détériorée durant la croisade des Albigeois, l'église est reconstruite à partir du traité de Meaux-Paris et du retour de la paix. Le portail roman est conservé mais le reste est construit en brique selon la mode du gothique méridional. La construction dure environ deux siècles.
Lors des guerres de Religion, le monument est pillé et transformé en corps de garde. Les statues, meubles et orfèvreries sont dispersés. Après le retour au culte catholique l'église est confiée aux Jésuites. Un chapitre est fondé en 1547. Une restauration est entamée qui durera jusqu'au XVIIIe siècle.
Durant la Révolution de 1789, l'église subit de nouveaux dommages. Elle est à nouveau restaurée au XIXe siècle sous la direction de César Daly. À cette occasion, la tourelle nord du clocher est construite en symétrie de l'autre, du XVIe siècle. Des peintures murales sont mises au jour sous les enduits successifs. Les restaurations se poursuivent jusqu'en 1889, avec le réaménagement des chapelles sud de la nef. 
Elle est classée aux monuments historiques le 31 août 1899. 
En 1998, elle accède avec les chemins de Saint-Jacques de Compostelle au patrimoine mondial de l'Organisation des Nations unies pour l'éducation, la science et la culture à la 22e session du Comité du patrimoine mondial de Kyoto.

## Description

### Extérieur
L’église est bâtie sur la berge occidentale du Tarn qui coule en contrebas. Elle en est séparée par les bâtiments de la collégiale et les remparts.
Les vestiges romans de l'église primitive se réduisent au portail d'entrée avec huit chapiteaux sculptés. 

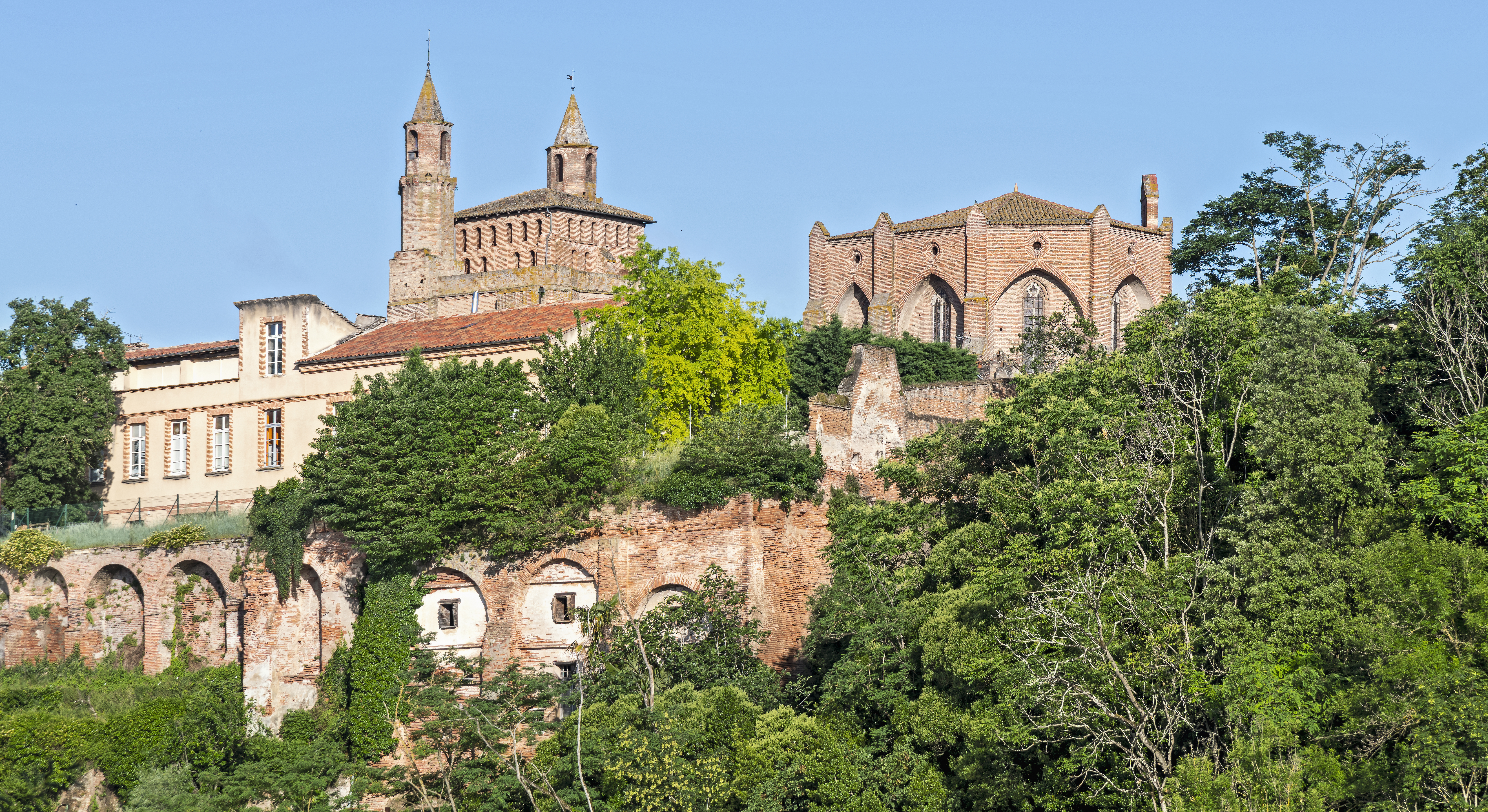
Notre-Dame-du-Bourg de Rabastens, exposition sud-est.
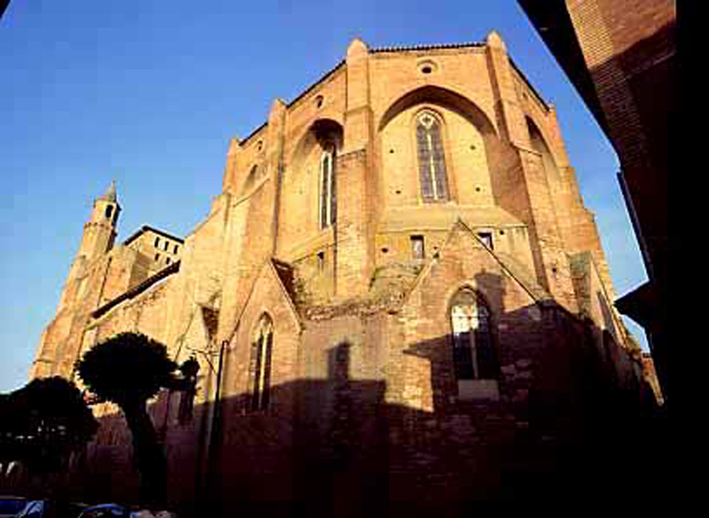
L’abside.

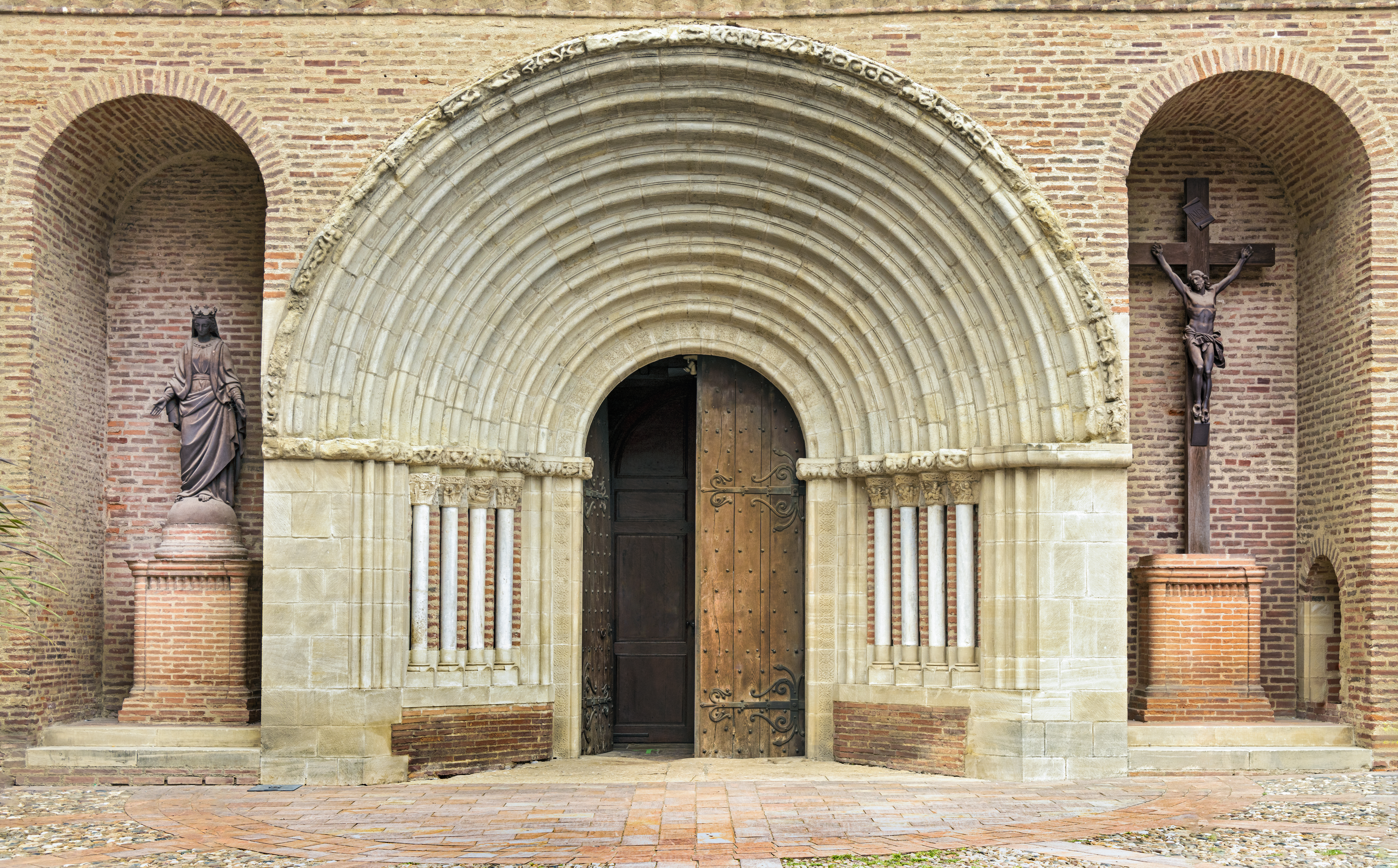
Vue générale du portail.
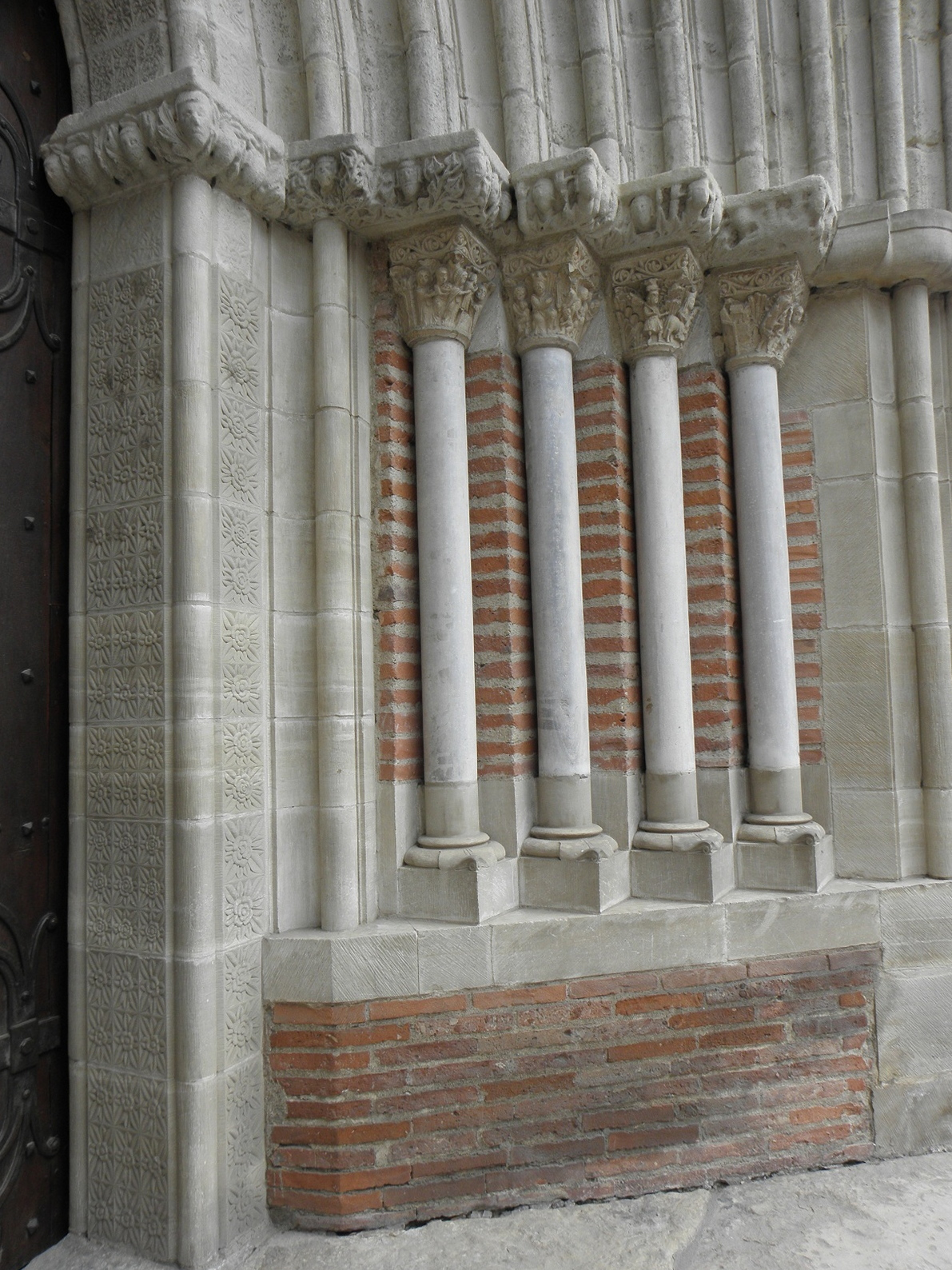
Colonnes et chapiteaux sud
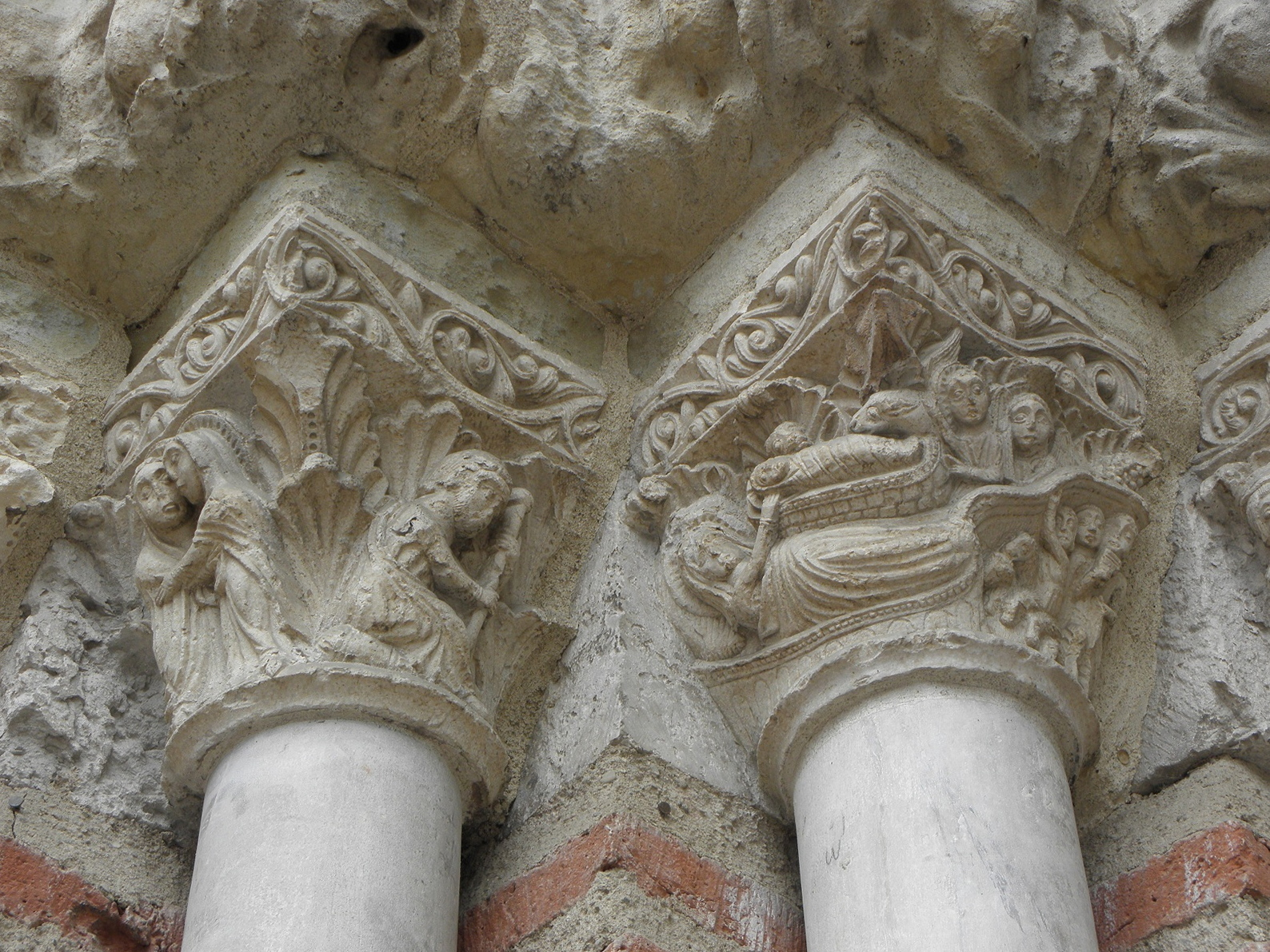
Détail : Visitation et Nativité.
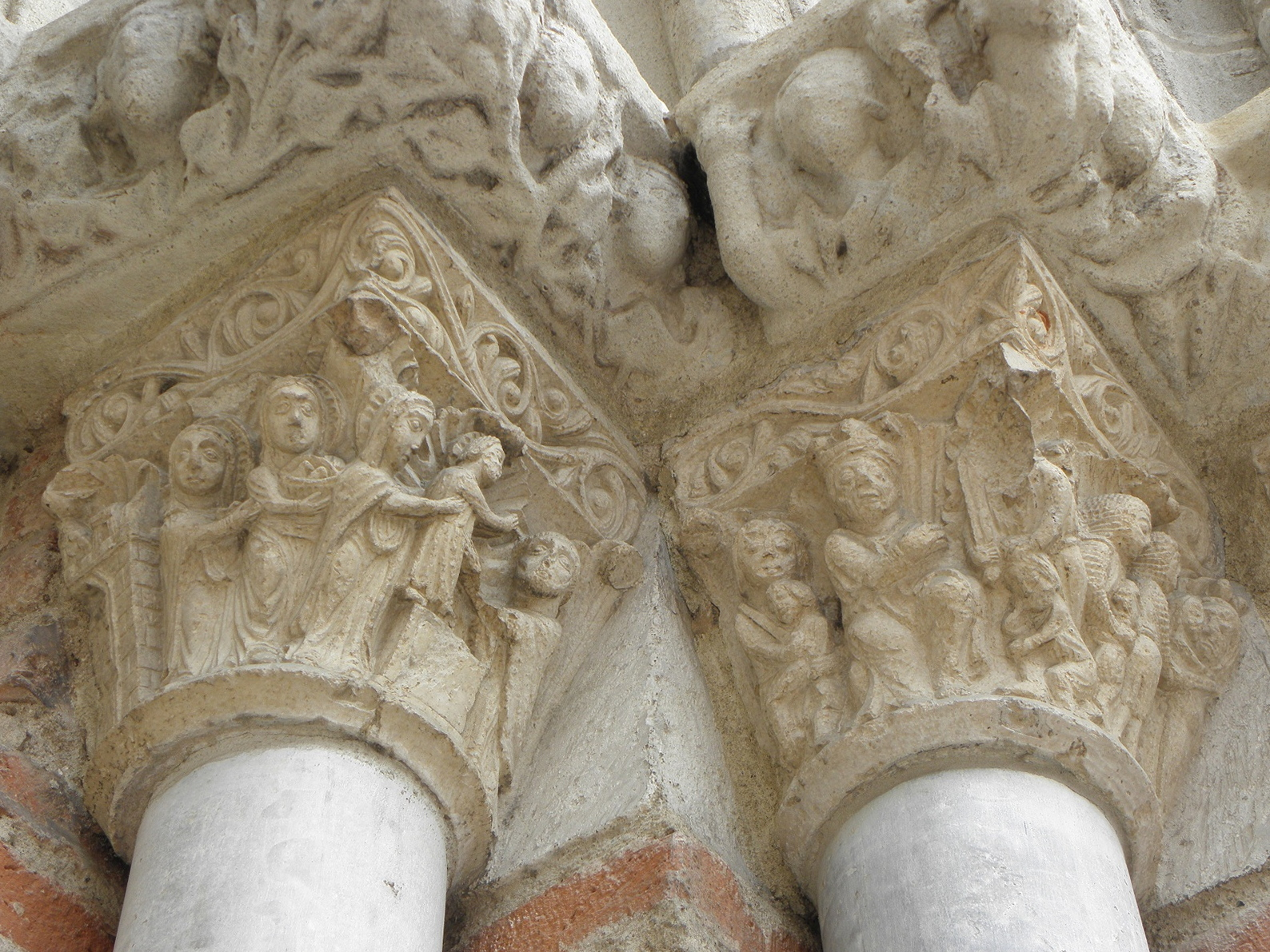
Détail : présentation au Temple et massacre des Saints Innocents.

### Intérieur
La nef rectangulaire mesure 20 m de long sur 12 m de large. Elle est voûtée d'ogives et divisée en quatre travées. L'est est fermé par le chœur composé d'une travée et d'un chevet à 5 pans. Une rosace surmonte le portail sur la façade ouest.
- Dans une chapelle latérale droite : la tombe de Jean Auguste de Chastenet de Puységur évêque de Saint-Omer le 29 juin 1775, puis évêque de Carcassonne en 1778. En 1788, il devient archevêque de Bourges et primat des Aquitaines. Il est député de l'Assemblée constituante aux États généraux de 1789. La stèle rappelant que le cœur de  Marie-Jean Hercule de Chastenet de Puységur (1754-1820), capitaine des garde du corps de Monsieur frère du roi (futur Charles X) et frère du précédent est également dans cette chapelle.
- En 1860 ont été découverts des fragments de peinture du XIVe siècle représentant des sujets empruntés à la vie de la Vierge, et des décors de svastika.
- Le retable du maître-autel représente l'Assomption de Marie.

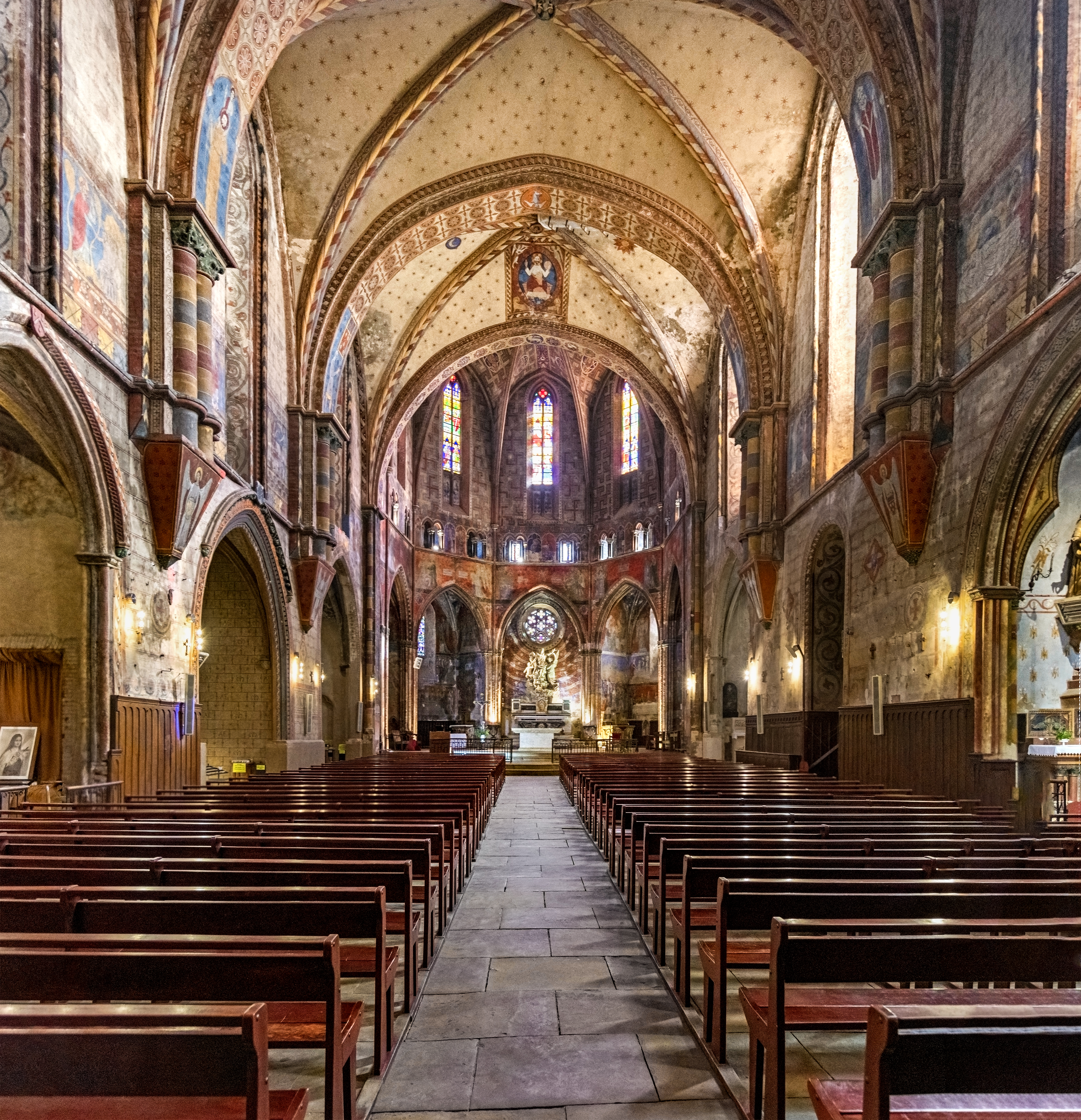
Vue de l’intérieur
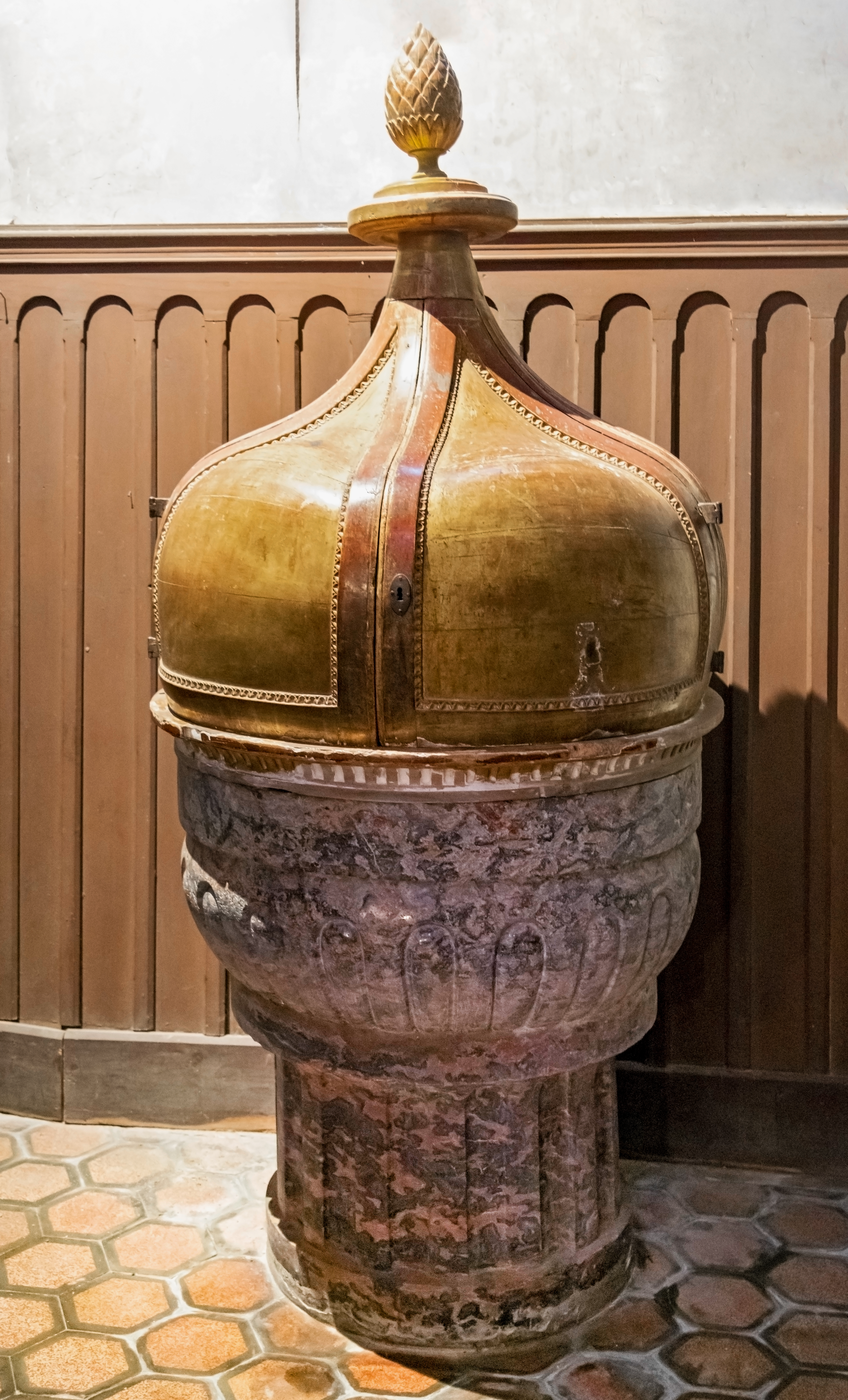
Les fonts baptismaux
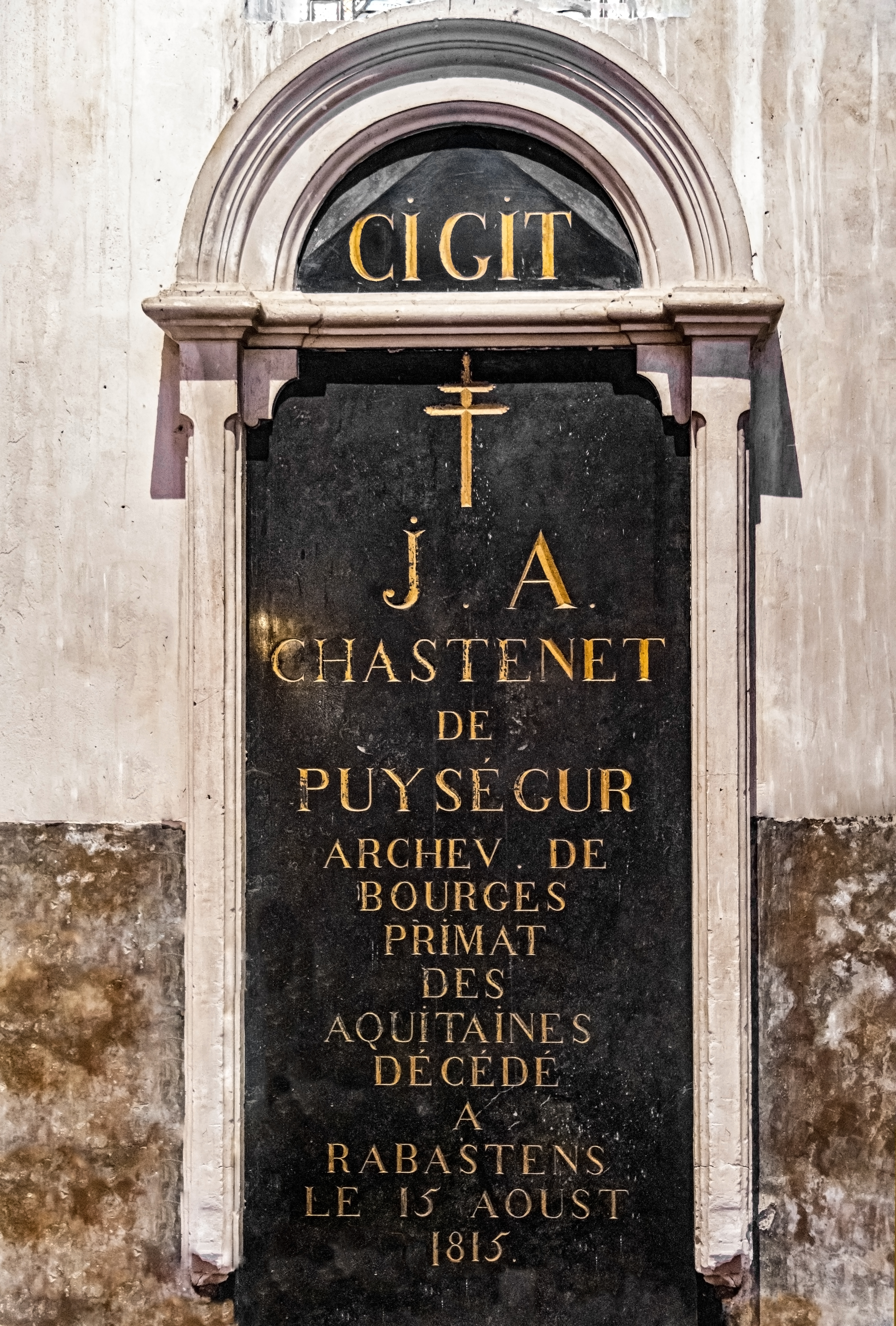
Tombe de Jean Auguste de Chastenet de Puységur
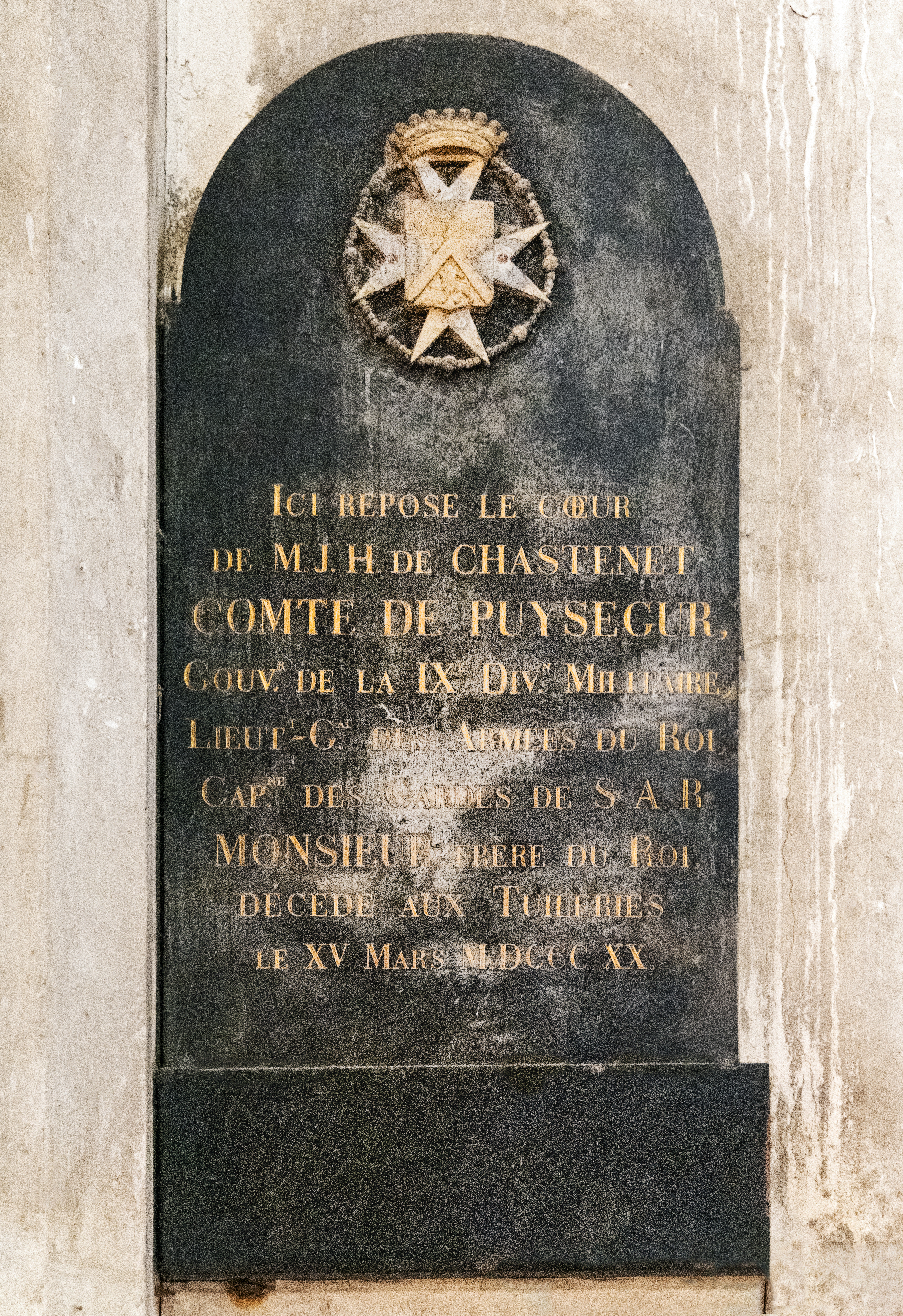
Stèle de Marie-Jean Hercule de Chastenet de Puységur
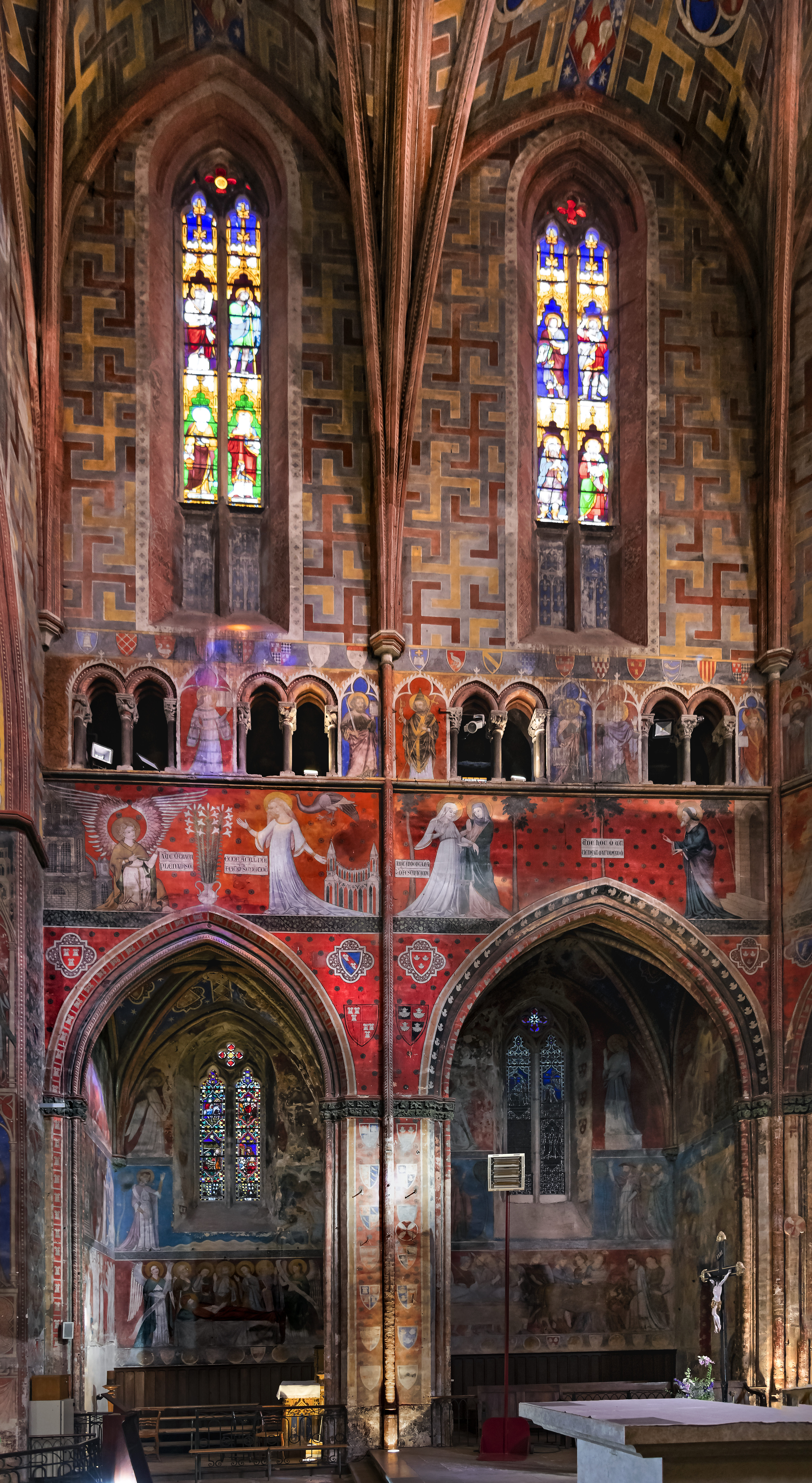
Fresques de la partie gauche du chœur
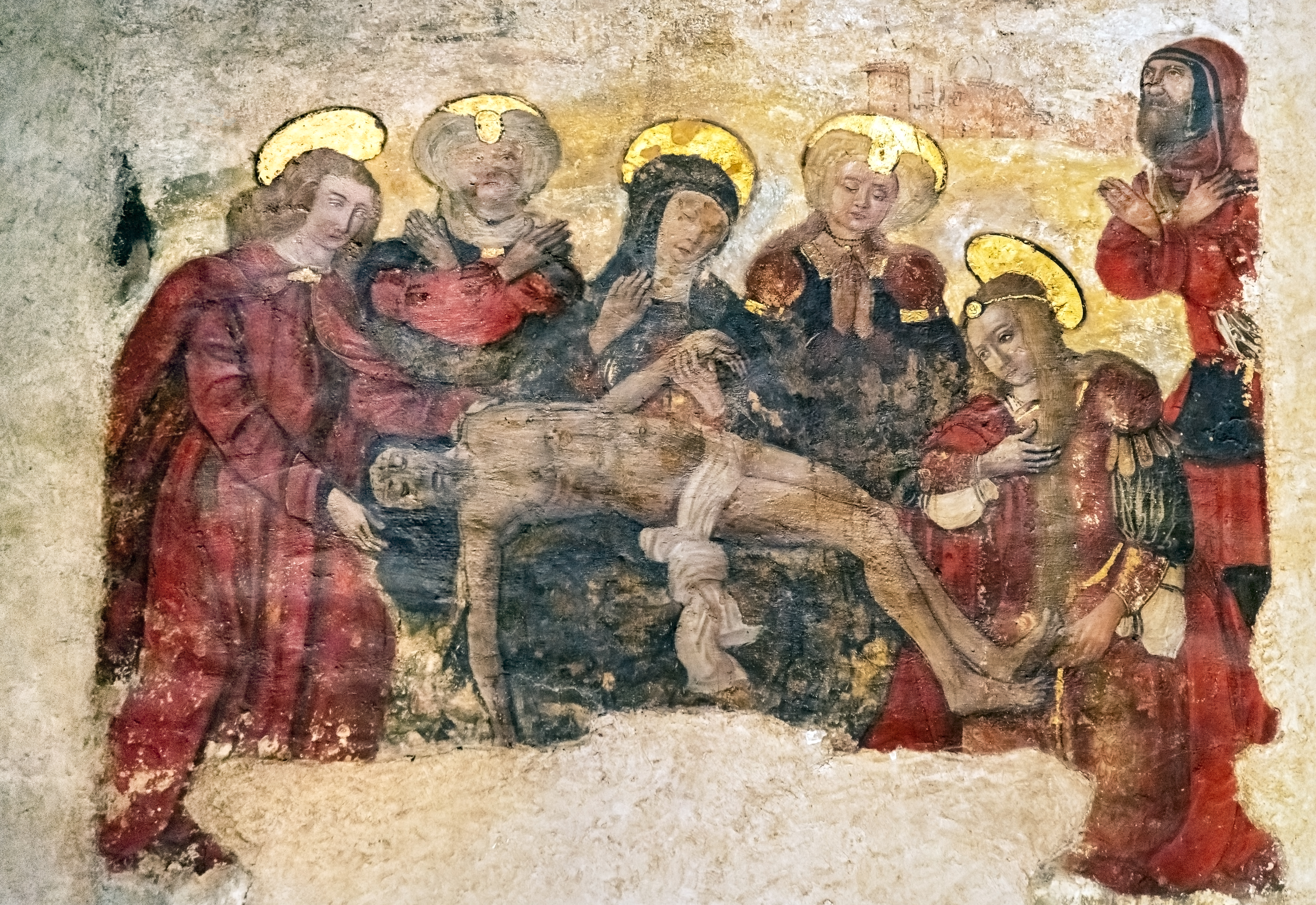
Mise au tombeau
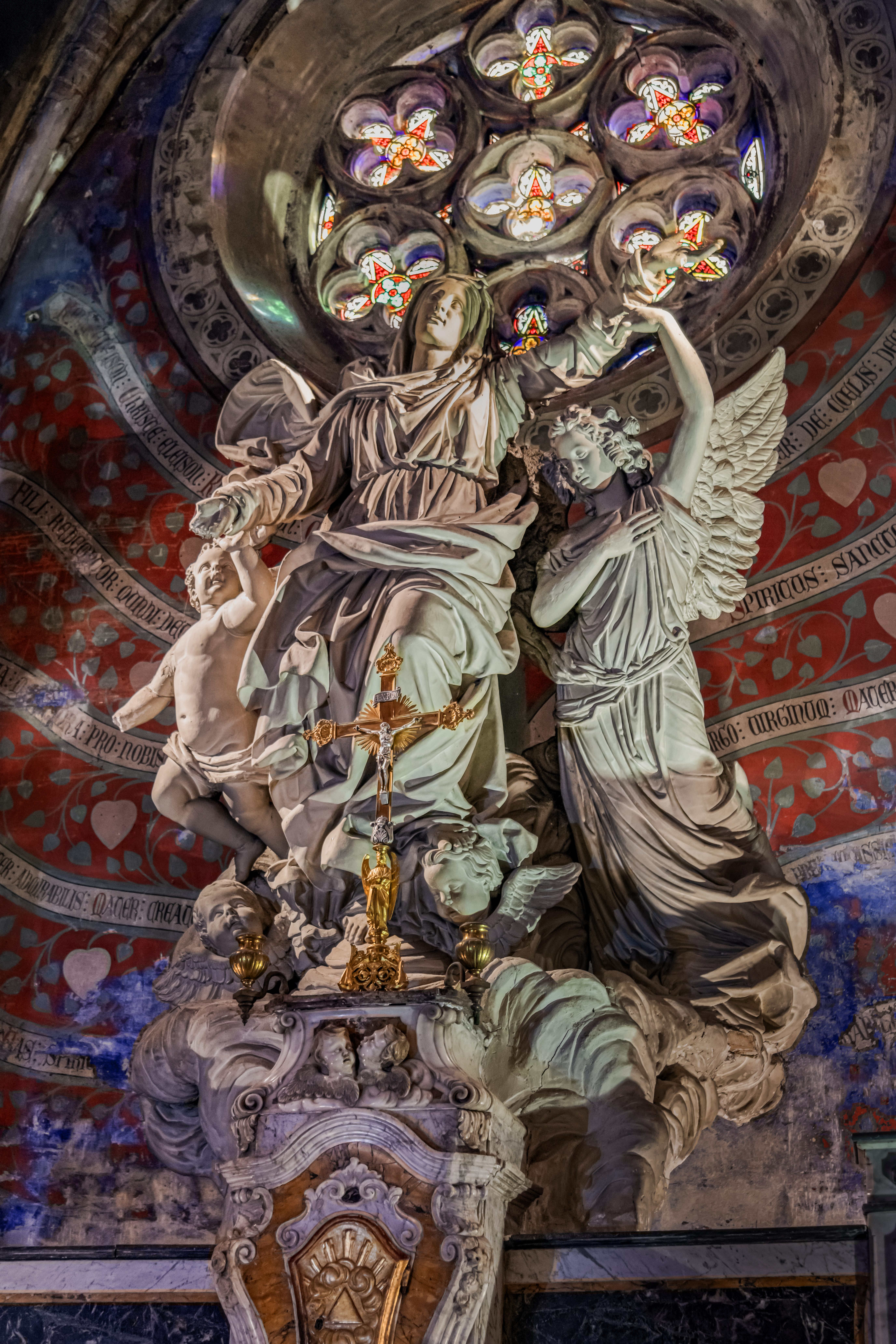
Assomption de Marie : retable du maître-autel

- Plusieurs éléments sont inscrits au titre des monuments historiques de la base Palissy dont une huile sur toile d'un auteur anonyme datée de 1644 dans la chapelle de gauche : Saint Roch soigné par un ange[4]; dans la sacristie Saint Jérôme dans le désert auteur anonyme du XVIIe [5]; dans la chapelle des pénitents bleus Une Adoration des bergers huile sur toile anonyme du XVIIe [6];  et Saint Jean-Baptiste en prière [7] ces trois tableaux sont exposés au Musée du Pays rabastinois.

L'orgue de tribune
L’orgue de tribune sur la contre-façade est d'Aristide Cavaillé-Coll et date de 1866. La partie instrumentale de l'orgue est classée au titre des monuments historiques . (20 jeux), modification de l'orgue par Costa (ajout d'un jeu de soubasse à la pédale entre autres).

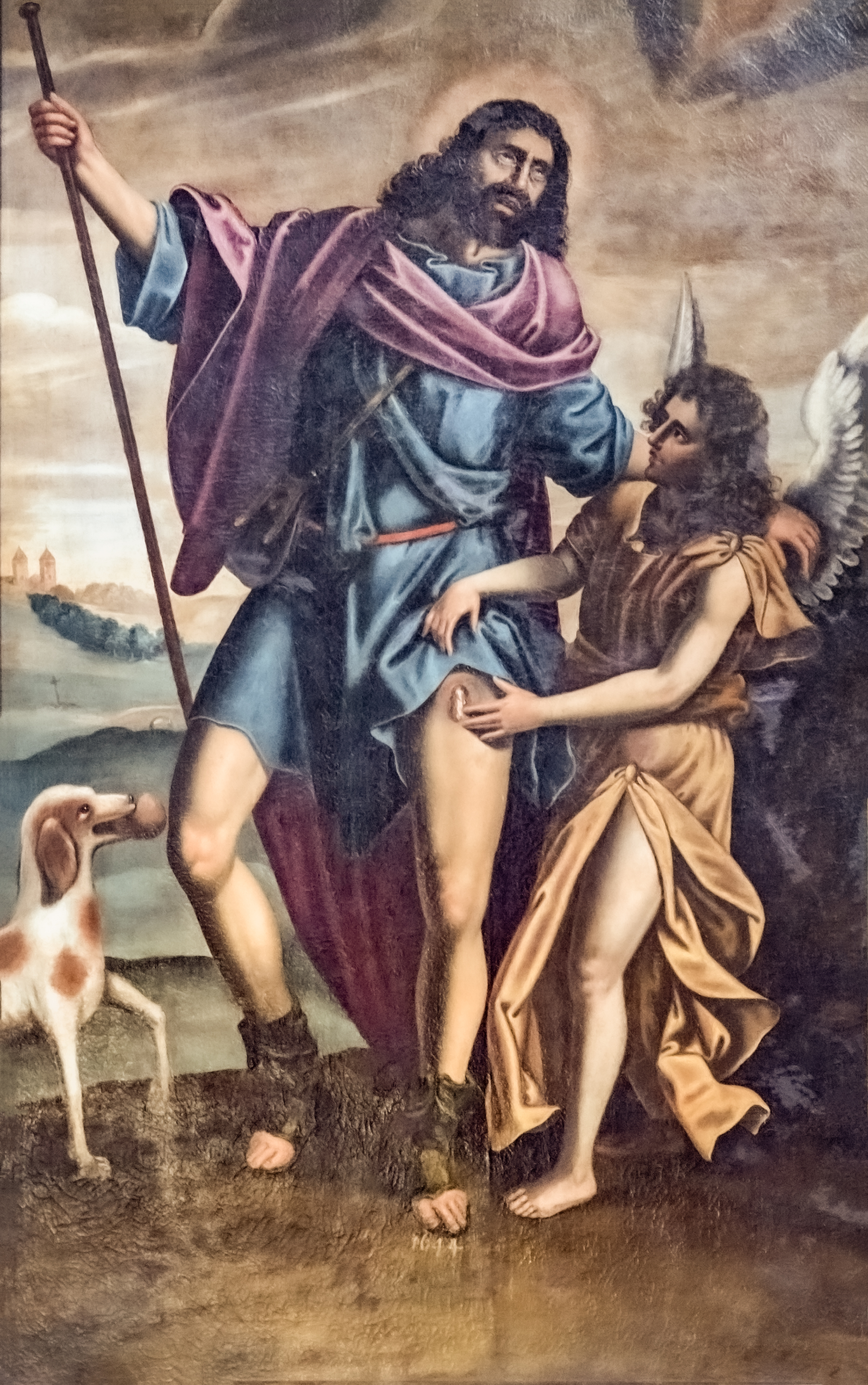
Saint Roch soigné par un ange
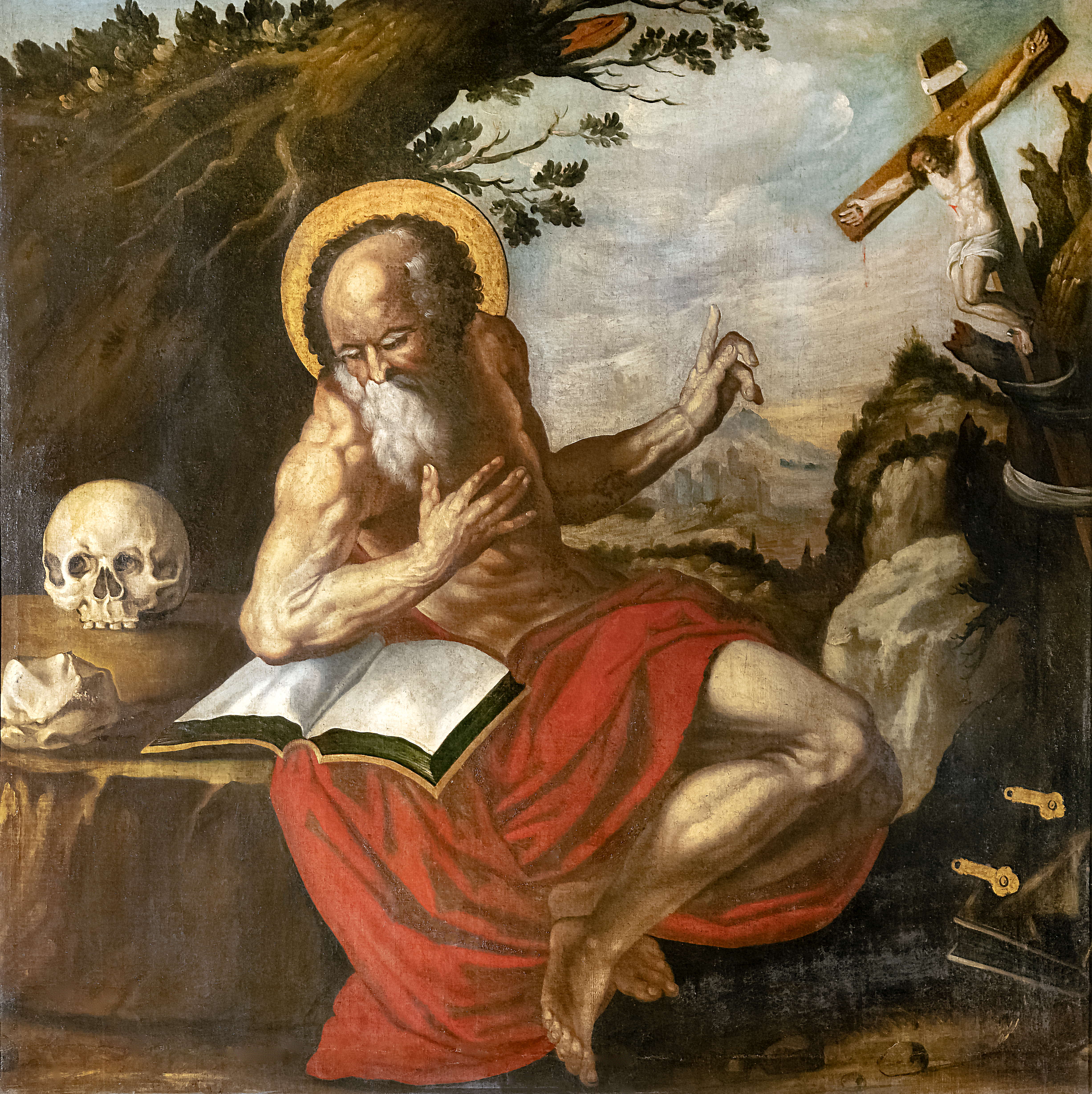
Saint Jérôme dans le désert
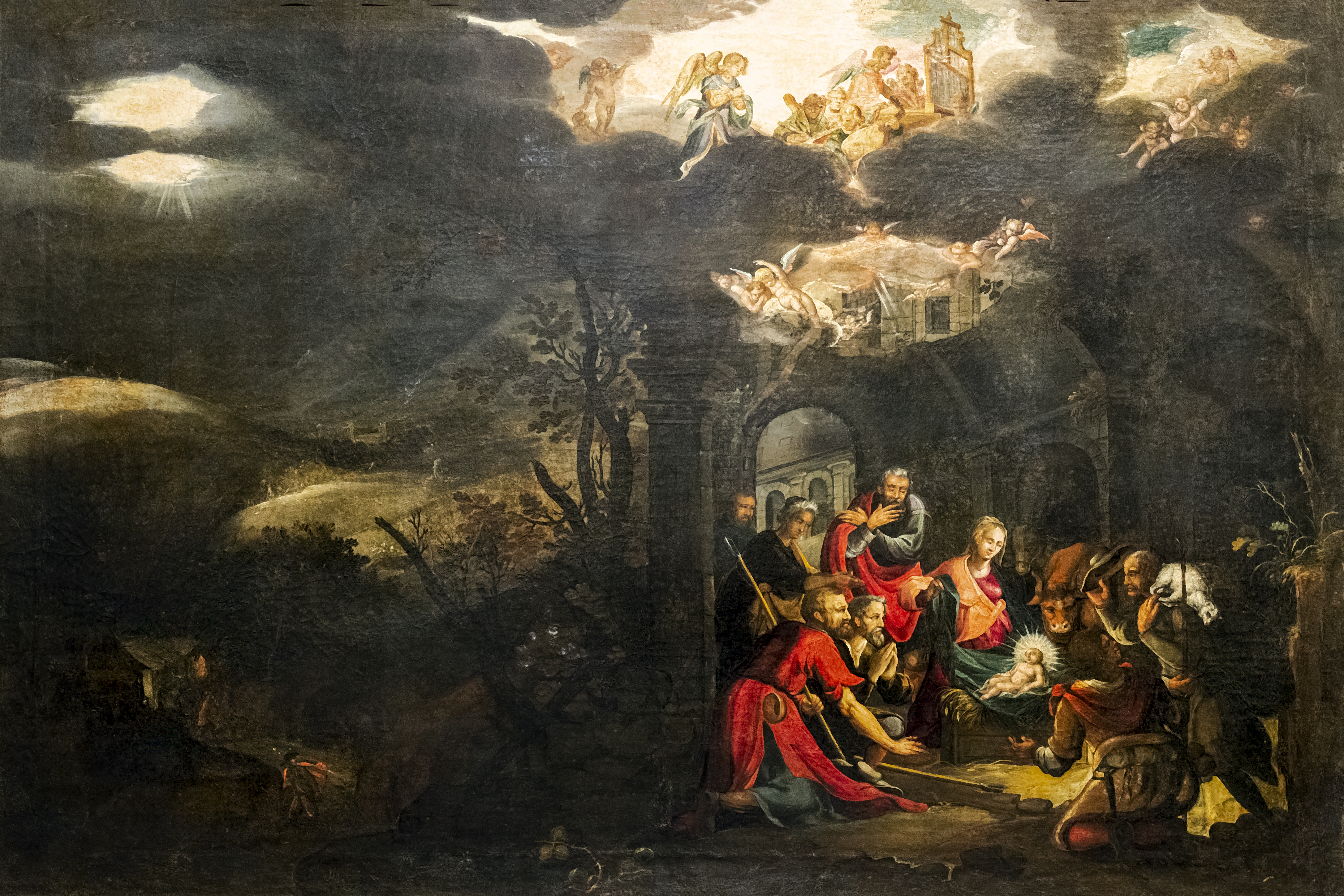
Adoration des bergers
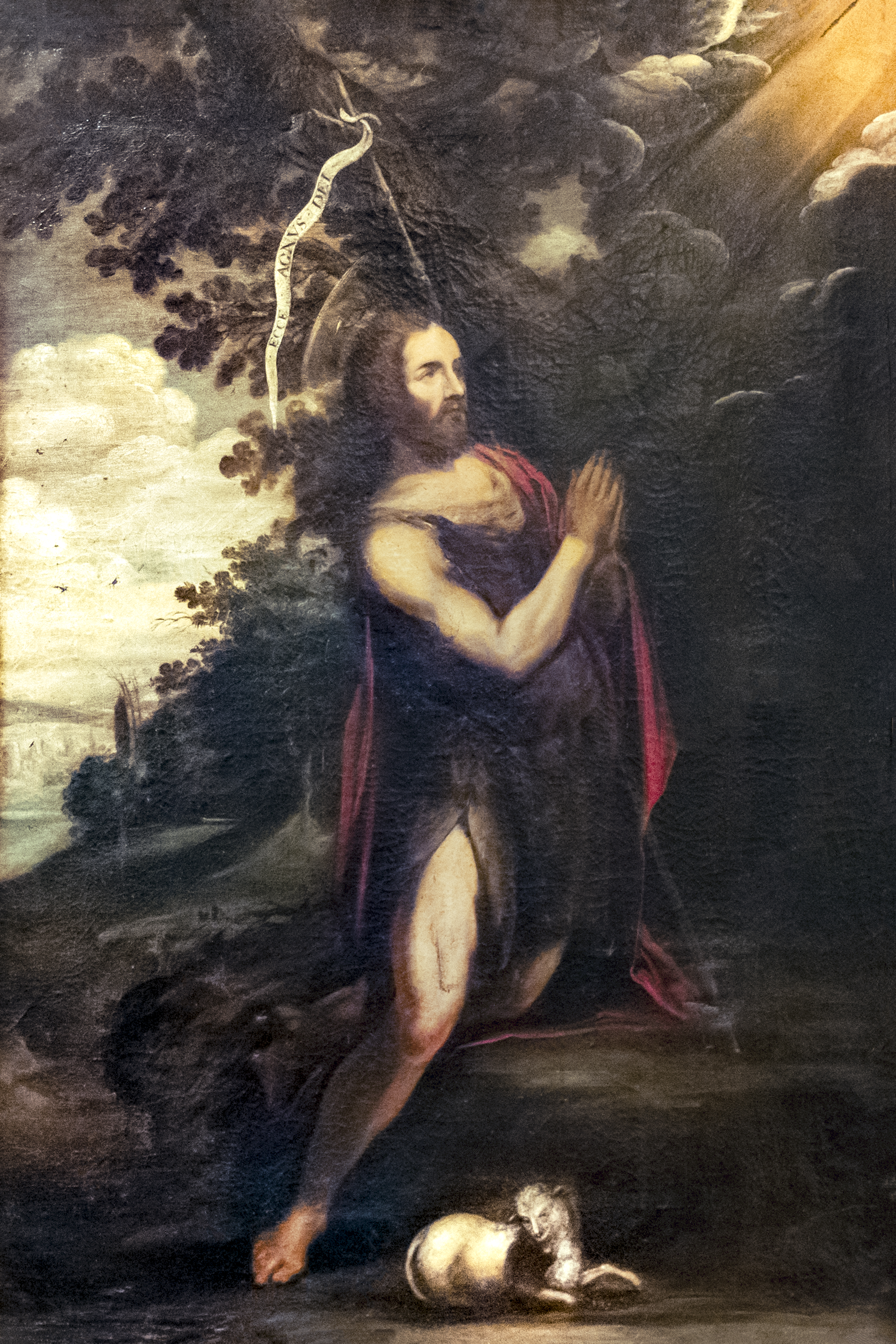
Saint Jean-Baptiste en prière
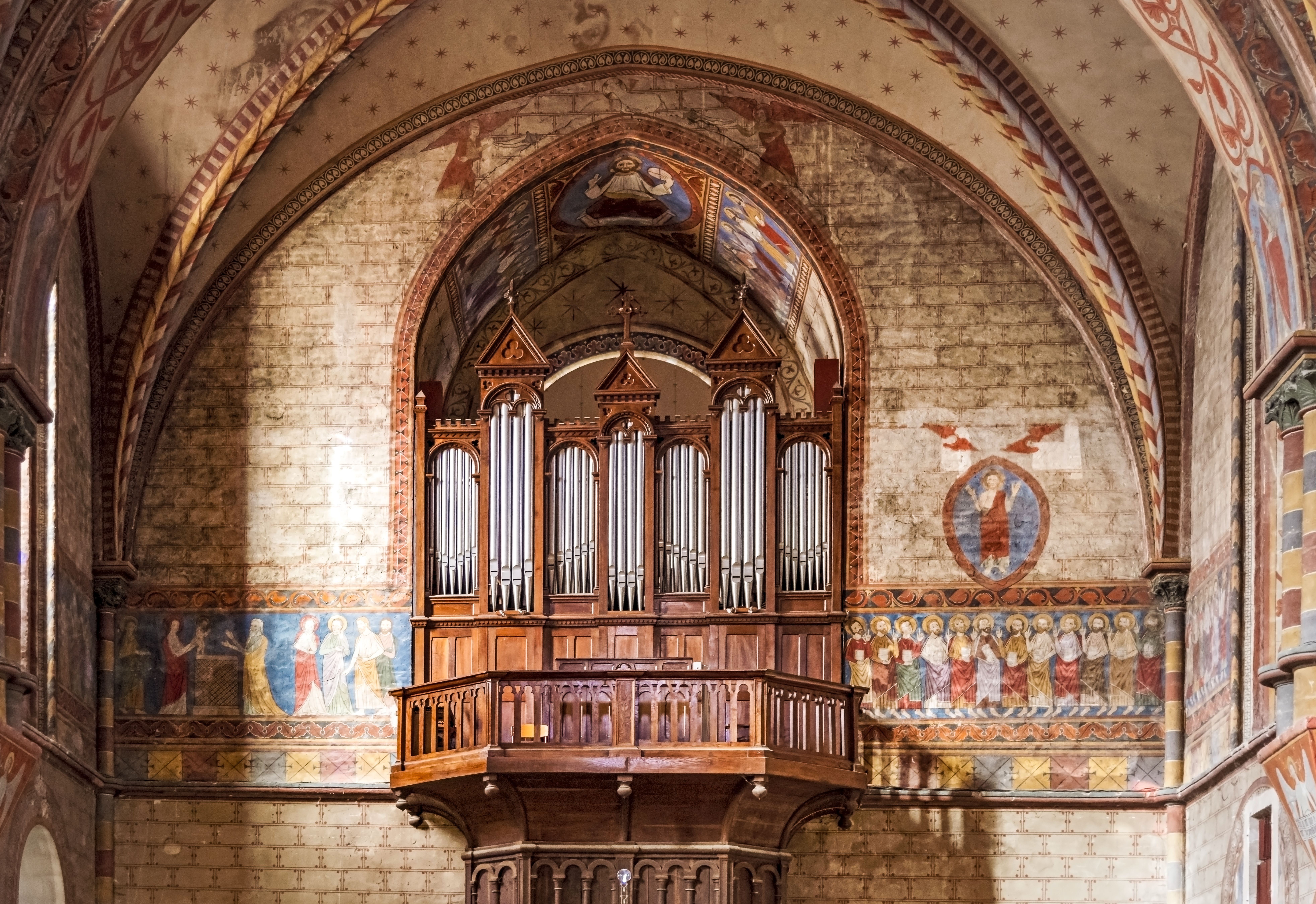
L'orgue de tribune